# 卡洛斯·维加
卡洛斯·阿爾貝托·瓦農·维加·迪卡維奴（英語：Carlos Alberto Wahnon de Carvalho Veiga，1949年10月21日—）是維德角政治家，他在1991年4月4日至2000年7月29日期間擔任維德角總理。而在在2001年和2006年時，他接連代表爭取民主運動舉派的候選人競選總統但都失敗。

## 外部連結
- Official website for the legislative elections of 2011
- Biography of Carlos Veiga（页面存档备份，存于）